# Henryk Grochulski (architekt)
Henryk Grochulski (ur. 16 maja 1925 w Ostrowcu Świętokrzyskim, zm. 16 czerwca 2000 w Poznaniu) – polski architekt i konserwator zabytków.

## Życiorys
Absolwent Wydziału Architektury Szkoły Inżynierskiej w Poznaniu (1951). Po ukończeniu studiów podjął pracę w Pracowniach Konserwacji Zabytków w Poznaniu. W latach 1952-1964 pracował w Miastoprojekcie, a w latach 1965-1978 w Wojewódzkim Biurze Projektów Budownictwa Wiejskiego w Poznaniu.
Pochowany na Cmentarzu Junikowo w Poznaniu w dniu 21 czerwca 2000.

## Dzieła
- rekonstrukcja elewacji poznańskiego ratusza po zniszczeniach II wojny światowej (wspólnie z Rogerem Sławskim),
- budynek Marago w Poznaniu (wspólnie z Jerzym Liśniewiczem),
- hotel Merkury w Poznaniu (wspólnie z Janem Cieślińskim i Janem Węcławskim),
- budynek Telewizory w Poznaniu (wspólnie z Jerzym Liśniewiczem)[2],
- ośrodki wczasowo-wypoczynkowe w: Mielnie, Jarosławcu, Błażejewku i Kiekrzu[3].

## Galeria

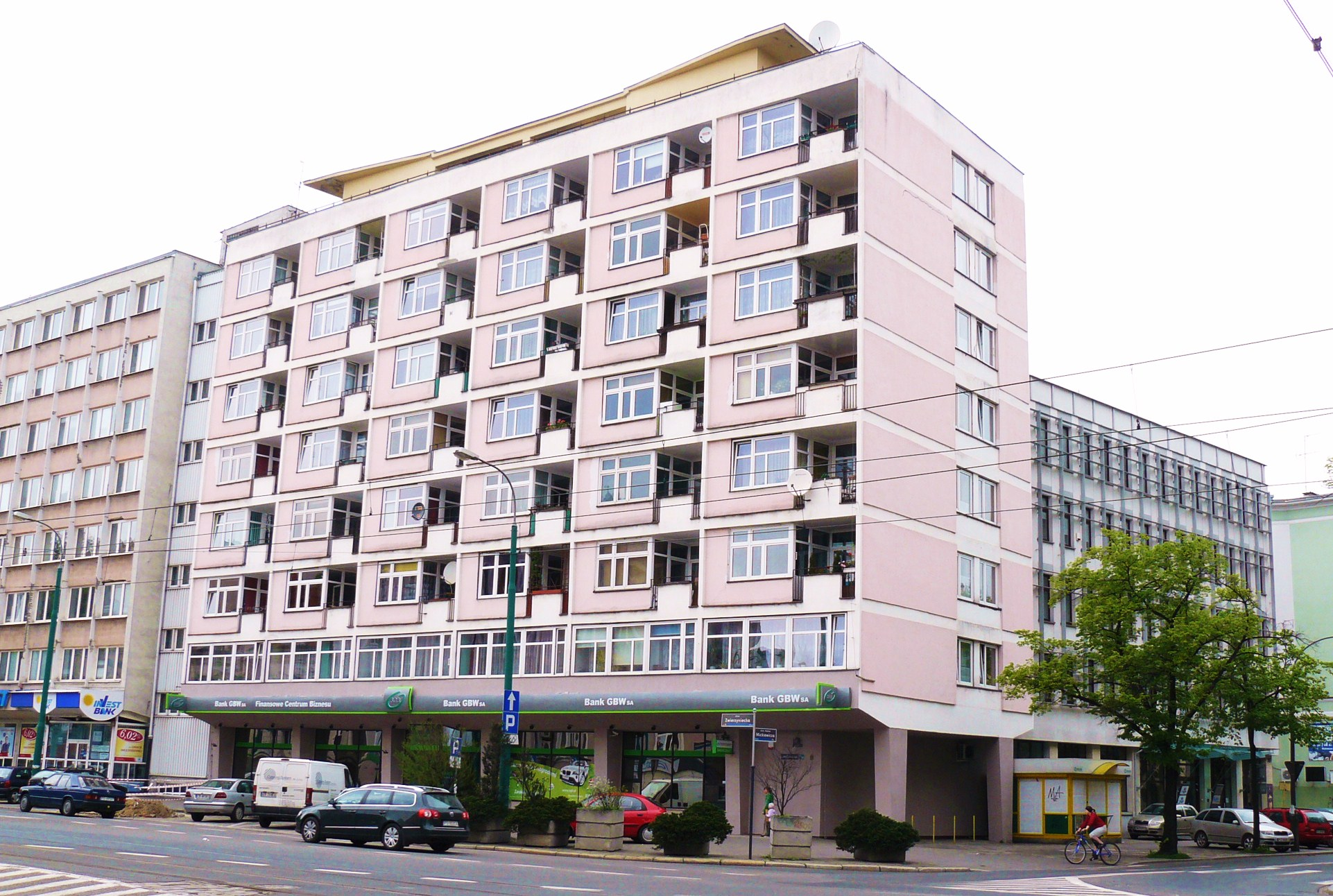
Marago
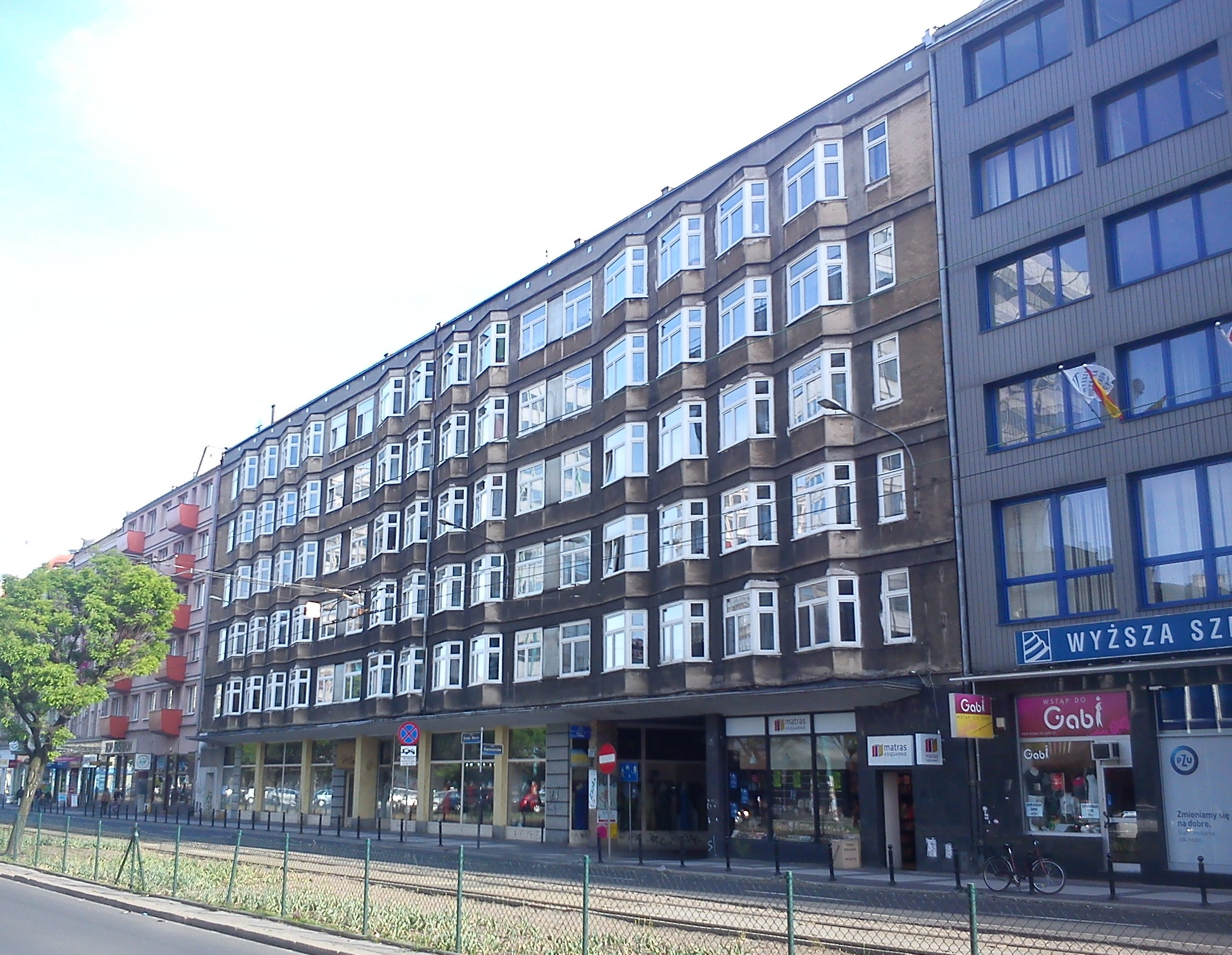
Telewizory
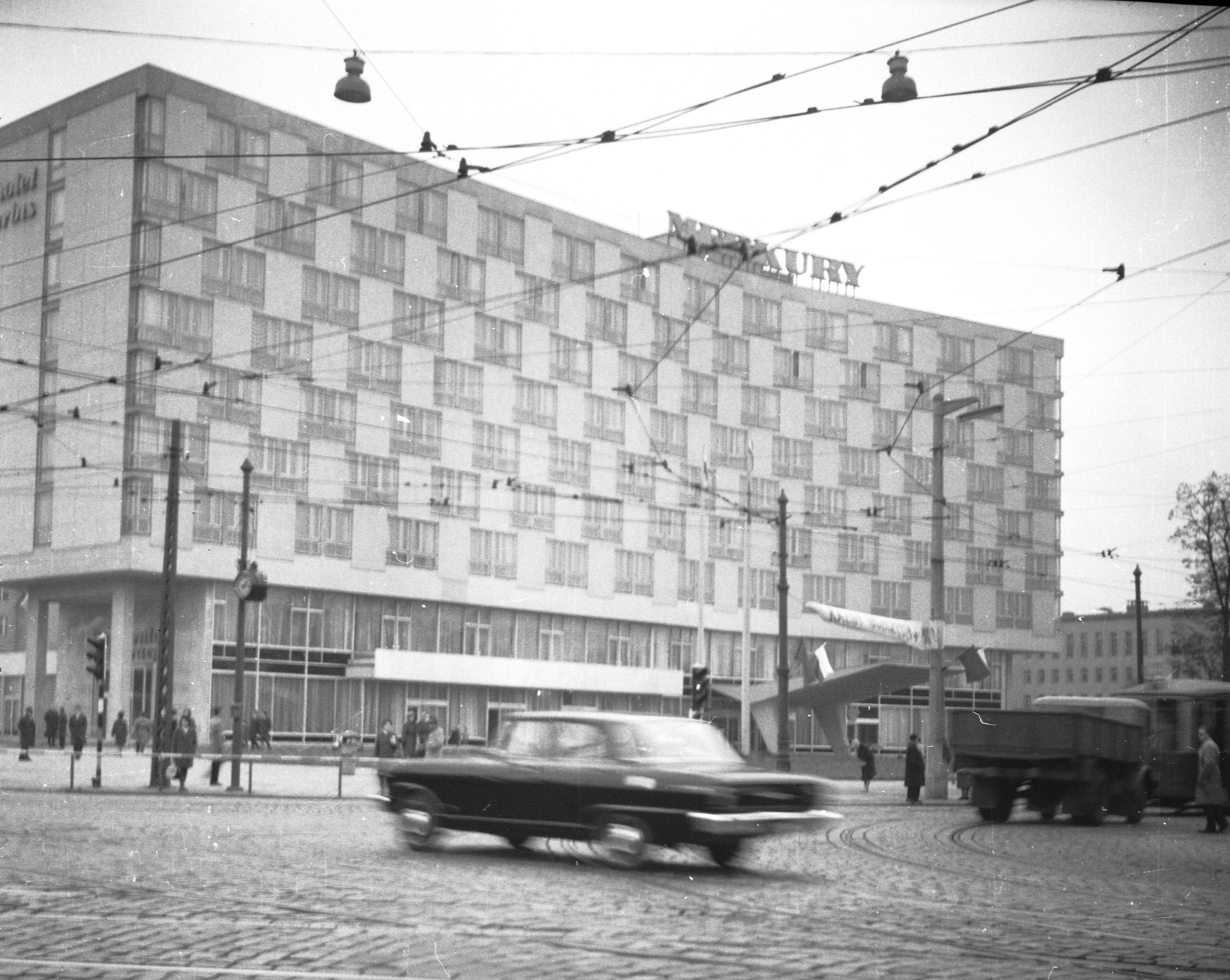
Hotel Merkury